# NGC 3413
NGC 3413 је лентикуларна галаксија у сазвежђу Мали лав која се налази на NGC листи објеката дубоког неба.
Деклинација објекта је + 32° 45' 58" а ректасцензија 10h 51m 20,7s. Привидна величина (магнитуда) објекта NGC 3413 износи 12,1 а фотографска магнитуда 13,1. Налази се на удаљености од 16,2000 милиона парсека од Сунца. NGC 3413 је још познат и под ознакама UGC 5960, MCG 6-24-24, CGCG 184-27, KUG 1048+330, IRAS 10485+3301, PGC 32543.